# Comuna Babele, Ismail
Babele (în ucraineană Озерне, transliterat: Ozerne) este o comună în raionul Ismail, regiunea Odesa, Ucraina, formată din satele Babele (reședința) și Novoozerne.

## Demografie
Componența lingvistică a comunei Ozerne
     Română (93,18%)
     Rusă (3,36%)
     Romani (1,24%)
     Alte limbi (1,73%)
Conform recensământului din 2001, majoritatea populației comunei Ozerne era vorbitoare de română (93,18%), existând în minoritate și vorbitori de rusă (3,36%) și romani (1,24%).